# 潔西卡·賀斯樂
潔西卡·賀斯樂（德語：Jessica Hausner，1972年10月6日—）是一名奧地利女導演。

## 生平
潔西卡·賀斯樂是奧地利畫家魯道夫·賀斯樂的女兒，畢業自維也納電影學院。她的前兩部長片《任性天使》與《鬼飯店》皆在坎城影展一種注目單元中首映；2009年，賀斯樂執導的法語片《奇蹟度假村》獲選為第66屆威尼斯影展正式競賽片，並獲得費比西國際影評人獎。
2014年，她的第四部劇情長片《瘋狂的愛》於第67屆坎城影展一種注目單元中首映；2019年，她以《小魔花》進入第72屆坎城影展正式競賽單元。

## 電影作品

### 劇情長片
- 2001年：《任性天使（英语：Lovely Rita (film)）》（Lovely Rita）
- 2004年：《鬼飯店（德语：Hotel (2004)）》（Hotel）
- 2009年：《奇蹟度假村（德语：Lourdes (Film)）》（Lourdes）
- 2014年：《瘋狂的愛（德语：Amour Fou (2014)）》（Amour Fou）
- 2019年：《小魔花》（Little Joe）
- 2023年：《零度社团》（Club Zero）

## 外部連結
- 潔西卡·賀斯樂在互联网电影资料库（IMDb）上的資料（英文）